# Jakob Lehmann
Jakob Lehmann, auch Jacob Lehmann (* vor 1569; † 1621 in Dresden) war ein deutscher Ratsherr und Dresdner Bürgermeister.

## Leben
Lehmann stammte aus einer Dresdner Bürgersfamilie und erwarb 1569 ebenfalls das Bürgerrecht. Über seine berufliche Tätigkeit ist nichts bekannt. Er heiratete die Tochter des Torgauer Bürgermeisters Andreas Schultze, Maria Magdalena. Die gemeinsame Tochter Anna Magdalena Lehmann (* 28. Oktober 1611; † 11. März 1680) war ab 1637 mit dem Freiberger Ratsherrn und Stadtschreiber Johann Drabitius verheiratet. Ihr Grabstein befindet sich in der Freiberger Stadtkirche St. Petri. 1608 erwarb Lehmann im nahe Dresden gelegenen Dorf Plauen das Gut des Ortsrichters Michael Borisch.
Ab 1592 gehörte Lehmann dem Dresdner Rat an und wurde 1603 erstmals zum regierenden Bürgermeister gewählt. Dieses Amt übernahm er im üblichen Drei-Jahres-Rhythmus bis 1618. Im Folgejahr ist er letztmals im Ratsverzeichnis erwähnt und verstarb 1621.